# Euphorbia rubella
Euphorbia rubella är en törelväxtart som beskrevs av Ferdinand Albin Pax. Euphorbia rubella ingår i släktet törlar, och familjen törelväxter.
Artens utbredningsområde är Etiopien. Inga underarter finns listade i Catalogue of Life.